# Levi-civita-verbinding
In de riemann-meetkunde, is de levi-civita-verbinding de torsie-vrije metrische verbinding, dat wil zeggen, de torsie-vrije verbinding op de raakbundel, een affiene verbinding, die een gegeven riemann-metriek, beter bepaald een pseudo-riemann-metriek bewaart.
De hoofdstelling van de riemann-meetkunde stelt dat er een unieke verbinding bestaat die aan deze eigenschappen voldoet.
In de theorie van de riemann- en pseudo-riemann-variëteiten wordt de covariante afgeleide vaak gebruikt voor de levi-civita-verbinding. De onderdelen van deze verbinding met betrekking tot een systeem van lokale coördinaten worden  christoffelsymbolen genoemd.
Hoewel oorspronkelijk ontdekt door Elwin Bruno Christoffel, is de levi-civita-verbinding naar Tullio Levi-Civita genoemd. Samen met Gregorio Ricci-Curbastro, heeft Levi-Civita de verbinding van Christoffel gebruikt om een middel van parallel transport te definiëren en de relatie tussen parallel transport en de kromming te onderzoeken. Vanuit hun onderzoek is later de moderne notie van holonomie ontstaan.